# Assaye
Assaye fue una bricbarca que se perdió con sus 25 tripulantes en un viaje de Londres a Wellington, Nueva Zelanda, en 1890.

## Desaparición

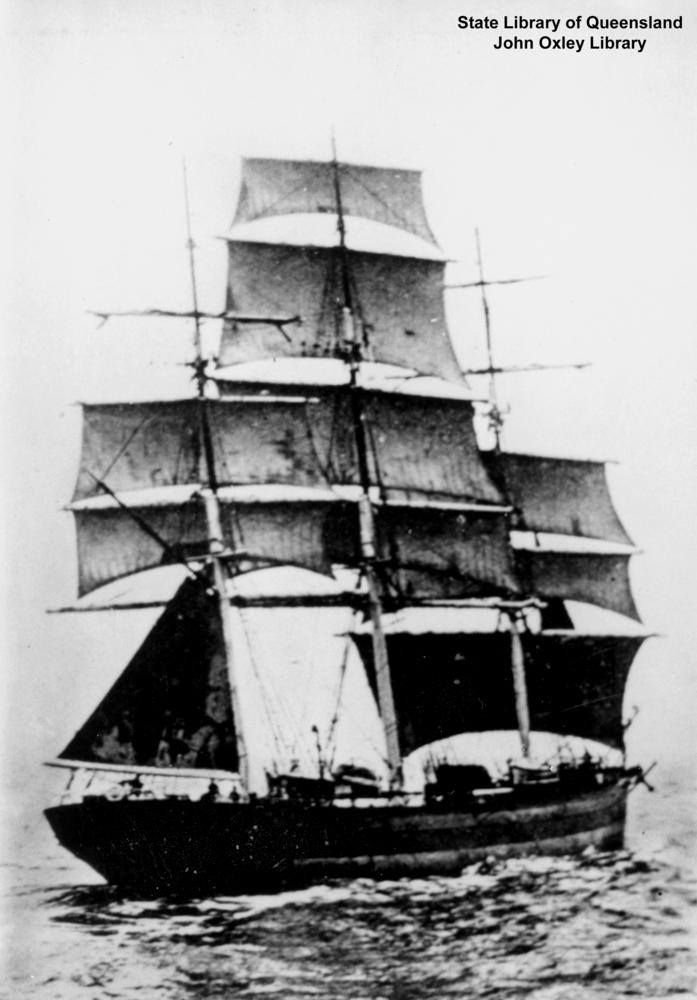
Angerona

Islas Chatham

El 19 de febrero de 1890, zarpó de Londres hacia Wellington bajo un contrato de línea Shaw, Saville y Albion con una tripulación de 25 marineros escoceses.
El 16 de marzo, el Angerona se comunicó con el Assaye cerca del ecuador y nunca más se supo de ella. Se esperaba que llegara a Nueva Zelanda en mayo, pero nunca llegó. Las preocupaciones sobre su suerte comenzaron a surgir a finales de junio, ya que Angerona había llegado aproximadamente un mes antes. Lloyd's la publicó como desaparecida a finales de agosto, lo que permitió realizar reclamaciones al seguro.